# 량광례

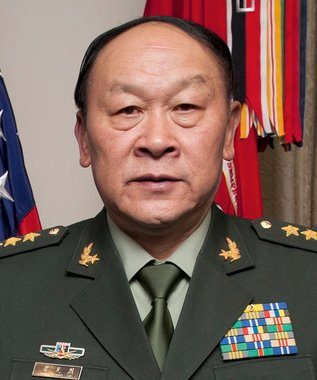

량광례(중국어: 梁光烈, 병음: Liáng Guāngliè, 한자음: 양광열, 1940년 12월 9일~2024년 11월 12일)은 중화인민공화국의 한족출신 군인이다. 계급은 상장이다. 국방부장이며, 중국공산당 중앙군사위원회와 중화인민공화국 중앙군사위원회 위원이다.

## 생애
쓰촨성 몐양 시 싼타이 현에서 태어났다. 1958년 1월, 17세의 나이로 중국인민해방군에게 입대하였고, 육군 제1군 제1사단 제2연대 공병대대에서 전사로 군 생활을 시작했다. 1959년 중국 공산당에 입당했고, 1960년 장교가 되어 소대장으로 복무한다. 1963년 인민해방군 신양보병학교를 다녔으며, 1964년에 제1사단으로 돌아와 사령부 참모등을 역임했다.
1970년 우한 군구(광저우 군구 관할 하의 소군구) 사령부 참모로 승진했고, 1974년에 우한 군구 사령부 작전부 부부장이 된다. 1979년, 육군 제20군 제58사단 부사단장을 거쳐, 1981년 제58사단 사단장이 되었다. 1983년 육군 제20군 부군장에 이어, 1985년 제20집단군 군장에 임명되었다. 그리고 1984년부터 1986년까지 허난대학에서 정치이론과 통신교육을 받았다. 1990년 육군 제58집단군 군장에 올랐고, 1995년에는 대군구인 베이징 군구의 부사령원을 맡았다. 1997년에 선양 군구 사령원으로 승진했으며, 1999년에는 난징 군구 사령원과 당위원회 부서기를 맡았다.
2002년 11월, 인민해방군 총참모장직을 맡으면서 당 중앙군사위원회 위원으로 발탁되었으며, 2003년 3월 국가 중앙군사위원회 위원을 겸하면서 당 내의 중앙위원직에 올랐다. 또한 2008년 3월, 당 중앙군사위원회 위원과 국가 중앙군사위원회 위원이 되었고, 국무위원겸 국방부장이 되었다.

## 기타
2009년 11월 22일, 조선민주주의인민공화국을 방문하여 인민무력부장 김영춘과 그리고 11월 25일에는 김정일 총서기와 회담을 했다. 다음 날 26일에 일본을 방문하여, 27일 일본 수상 관저에서 하토야마 유키오 총리와 회담을 했고 방위성에서 기타자와 도시미 방위대신과도 회담하여 방위 교류나 조선민주주의인민공화국의 핵문제 그리고 중국 해군과 해상자위대의 공동 훈련 실시에 관한 의견을 교환했다. 11월 30일에는 해상 자위대 사세보 기지를 방문하여 이지스함 나비야호를 시찰했다. 이와같은 중국 국방부장의 일본 방문은 2007년 8월의 차오강촨 이후 2년만이었다. 량광례는 12월 1일까지 일본에 체류한 이후, 타이를 방문했다.

## 사망
병으로 2024년 11월 12일 2시 43분 베이징에서 84세의 나이로 사망했다.